# Contrareforma
Contrareforma sau Reforma Catolică a fost o mișcare inițiată în anul 1545, de  papa Paul al III-lea, care a avut sprijinul monarhilor catolici din Spania și Imperiul Habsburgic, împotriva răspândirii Reformei Protestante. Între anii 1545 și 1563 au avut loc mai multe sesiuni ale Conciliului de la Trento, convocat de papa Paul al III-lea, și care a luat măsuri pentru:
- combaterea abuzurilor și corupției din sânul Bisericii;
- impunerea unei discipline mai riguroase pentru clerul catolic;
- oprirea răspândirii protestantismului;
- înnoirea Bisericii Romano-Catolice;
- reorganizarea Inchiziției;
- interzicerea cărților eretice (consemnate în Indexul din 1543);
- crearea de noi ordine religioase care să răspândească Evanghelia.

Unul din episcopii care au transpus în mod exemplar deciziile conciliului în dieceza sa a fost Carlo Borromeo, episcopul de Milano.

## Consecințe ale Conciliului Tridentin
Acțiunile întreprinse de Biserica Romano-Catolică în cadrul Contrareformei au readus la catolicism Polonia și părți însemnate din Ungaria și Germania. De asemenea au apărut noi ordine religioase ca Ordinul Iezuit, Ordinul Ursulinelor și Ordinul Piarist, care au ajutat la revigorarea catolicismului în zonele protestante. În sprijinul Bisericii Romano-Catolice a mai fost și stilul baroc, fiind construite biserici impresionante prin frumusețe și prin programul artistic.
Tot în contextul reformei catolice au fost înființate colegii și universități, în special de iezuiți, pentru a reduce decalajul științific și intelectual față de lumea protestantă. Astfel au luat ființă Collegium Romanum, Lycée Louis-le-Grand din Paris, Alte Akademie din München, Universitatea din Cluj, Universitatea din Wrocław, etc.